# Peștera
Peștera est une commune du județ de Constanța en Roumanie.